# Republika Lucca
Republika Lucca je povijesna bila srednjovjekovna država na Apeninskom poluotoku.

## Povijest
Gospodarsku osnovicu ovog grada činila je prosperitetna trgovina svilom koja je započela u 11. stoljeću. Svila je bila na dobru glasu, tako da je bila ravna onoj iz Bizanta. Tijekom 10. i 11. stoljeća Lucca je postala glavni grad feudalne markgrofovije Toskane, više ili manje neovisne države nominalno podložne caru Svetog Rimskog Carstva.
Nakon smrti Matilde Toskanske, grad postaje neovisna srednjovjekovna komuna, sa statutom iz 1160. godine. Kroz sljedećih 500 godina Lucca je ostala neovisna republika. Dante je dio svog izbjeglištva proveo u Lucci. 
Godine 1273. te potom opet 1277. gradom je zavladao gvelfski capitano del popolo Luchetto Gattilusio. Godine 1314. unutarnje nesuglasice na vlast dovode Uguccionea della Faggiuola iz Pise, kojega su građani Lucce otjerali dvije godine kasnije i grad predali drugom condottiereu Castrucciju Castracaniju, pod čijom vlašću Lucca postaje vodeća država središnje Italije. Rival je Firenci sve do Castracanijeve smrti 1328. 22. i 23. rujna 1325. u bitki kod Altopascija Castracani je pobijedio firentinske gvelfe. Zbog te ga je zasluge Luj IV. Bavarski imenovao knezom Luke. Njegova biografija spominje se u trećoj knjizi Machiavellijevog Vladara.
Godine 1408. u Lucci se održava konvokacija s ciljem dokidanja papinske shizme. Nakon što su ga okupirale trupe Luja od Bavarske, grad je prodan bogatom Genovljaninu Gherardinu Spinoli, da bi ga potom zauzeo Ivan Luksemburški, kralj Češke. Grad je potom preuzela obitelj Rossi od Parme, oni ga ustupaju Martinu della Scalla iz Verone, koji ga prodaje Firentincima, da bi ga potom zauzela Pisa, te konačno nominalno oslobodio Karlo IV., car Svetog Rimskog Carstva. Gradom od tada upravlja njegov namjesnik. Lucca je uspjela, isprva kao demokracija, a potom kao oligarhija, zadržati svoju neovisnost unatoč ugrožavanjima od strane Mletaka i Genove, pa se na njezinoj zastavi, slično Dubrovniku, nalazila riječ Libertas sve do Francuske revolucije 1789. godine.
Napoleonski ratovi su došli i do Lucce. 1805. godine Napoleonove postrojbe su osvojile ovaj grad, koji je u vrijeme pada bio drugi po veličini talijanski republikanski grad-država, iza Mletačke Republike. Od Republike Lucce, Vojvodstva Masse i Carrare i Kneževine Piombino napravio je svoju klijentsku kneževinu. Nakon Napoleonova vlada kreirano je Vojvodstvo Lucca.